# Чехословакия на зимних Олимпийских играх 1984
Чехословакия принимала участие в Зимних Олимпийских играх 1984 года в Сараево (Югославия) в четырнадцатый раз за свою историю, и завоевала две серебряных и четыре бронзовых медали.

## Серебро
- Лыжные гонки, 4х5 км, эстафета, женщины — Дагмар Швубова, Бланка Паулу, Габриэла Свободова, Квета Ериова.
- Хоккей, мужчины.

## Бронза
- Прыжки с трамплина, мужчины — Павел Плоц.
- Лыжные гонки, 5 км, женщины — Квета Ериова.
- Горнолыжный спорт, скоростной спуск, женщины — Ольга Харватова.
- Фигурное катание, мужчины — Йозеф Сабовчик.